# ثيودور بلامر
ثيودور بلامر (بالألمانية: Theodor Blumer)‏ هو ملحن ألماني، ولد في 24 مارس 1881 في درسدن في ألمانيا، وتوفي في 21 ديسمبر 1964 في برلين في ألمانيا.

## وصلات خارجية
- ثيودور بلامر على موقع ميوزك برينز (الإنجليزية)